# Escobaria villardii
Escobaria villardii ist eine Pflanzenart in der Gattung Escobaria aus der Familie der Kakteengewächse (Cactaceae). Das Artepitheton villardii ehrt „Reb“ Villard, der die Art entdeckte.

## Beschreibung
Escobaria villardii bildet Klumpen mit bis zu elf Trieben. Die kugelförmigen bis zylindrischen Triebe erreichen bei Durchmessern von 3,2 bis 6,4 Zentimetern Wuchshöhen von 6,4 bis 15 Zentimeter. Sie erscheinen unordentlich weiß und besitzen einen leicht gerundeten Scheitel. Ihre Warzen sind 6 bis 11 Millimeter lang und auf der ganzen Länge gefurcht. Es sind sechs bis zehn Mitteldornen vorhanden. Die ein bis zwei längsten von ihnen sind abstehend und aschweiß. Sie besitzen eine dunklere Spitze und weisen Längen von 1,2 bis 2 Zentimeter auf. Die übrigen Mitteldornen sind durchscheinend weiß und 0,6 bis 2 Zentimeter lang. Die 20 bis 36 weißen Randdornen sind borstenartig und 0,5 bis 1,2 Zentimeter lang. Einige von ihnen sind gebogen.
Die weißen Blüten öffnen sich nicht weit und besitzen einen dunklen Mittelstreifen. Sie sind 2 bis 3,5 Zentimeter lang und erreichen Durchmesser von 0,8 bis 2,5 Zentimeter. Die zylindrischen grünen Früchte sind 1,1 bis 2,1 Zentimeter lang. Gelegentlich sind sie mit wenigen wolligen Schuppen besetzt.

## Systematik und Verbreitung
Escobaria villardii ist in den Vereinigten Staaten von Amerika in den Sacramento Mountains im Bundesstaat New Mexico verbreitet. 
Die Erstbeschreibung durch Edward Franklin Castetter, Prince Pierce und Karl Henry Schwerin wurde 1975 veröffentlicht. Ein nomenklatorisches Synonym ist Escobaria sneedii subsp. villardii (Castetter, P.Pierce & K.H.Schwer.) Lüthy (1999).